# 绍姆福伊·彼得
绍姆福伊·彼得（匈牙利語：Somfai Péter，1980年4月2日—）是一名匈牙利击剑运动员，主攻重剑项目。目前是Budapest Honvéd俱乐部成员。
绍姆福伊曾在击剑世锦赛上获得2枚银牌（2009年和2011年）和2枚铜牌（2010年和2012年）。2016年8月，绍姆福伊以替补队员的身份参加里约奥运男子团体重剑比赛，最终获得一枚铜牌。

## 奖项
- 匈牙利功绩勋章－Golden Cross（2016）[2]